# Impatiens latifolia
Impatiens latifolia är en balsaminväxtart som beskrevs av Carl von Linné. Impatiens latifolia ingår i släktet balsaminer, och familjen balsaminväxter. Inga underarter finns listade i Catalogue of Life.